# Sceloporus merriami
Sceloporus merriami är en ödleart som beskrevs av  Leonhard Hess Stejneger 1904. Sceloporus merriami ingår i släktet Sceloporus och familjen Phrynosomatidae. IUCN kategoriserar arten globalt som livskraftig.

## Underarter
Arten delas in i följande underarter:
- S. m. annulatus
- S. m. australis
- S. m. ballingeri
- S. m. longipunctatus
- S. m. merriami
- S. m. sanojae
- S. m. williamsi